# Nürnberg-Erlenstegen
Nürnberg-Erlenstegen (niem. Bahnhof Nürnberg-Erlenstegen) – przystanek kolejowy w Norymberdze, w kraju związkowym Bawaria, w Niemczech. Znajduje się na linii Norymberga – Cheb. Według DB Station&Service ma kategorię 6. Położony jest w dzielnicy Erlenstegen. Przystanek jest obsługiwany przez pociągi regionalne R3 (Norymberga - Neuhaus) i R31 (Norymberga - Simmelsdorf-Hüttenbach), ponadto jest połączony z linią tramwajową 8 i linią OVF 340. 

## Linie kolejowe
- Linia Norymberga – Cheb